# 太府寺
太府寺，中国古代官署，为九寺之一。
南北朝北魏孝文帝时不设少府，改设太府。北齐设立太府寺，长官称太府寺卿或太府卿，副官称太府少卿，掌管宫廷库藏和贸易。
隋炀帝把都市贸易、常平，出纳官僚俸禄，管理物价，财货交易的职权交给太府寺；管理金帛府帛、营造器物的职权交给另设的少府监。唐宋相沿。
辽朝、金朝、元朝改称太府监，一直延续到明朝被併入工部。